# Partido Liberal Egípcio (Kosovo)
O Partido Liberal Egípcio (em albanês:  Partia Liberale Egjiptiane, abreviado PLE) é um partido político no Kosovo, representando a minoria étnica "egípcia" (uma comunidade dos Balcãs que se auto-identifica como descendente dos antigos egípcios). O partido ganhou o lugar reservado para a minoria egípcia nas eleições parlamentares no Kosovo em 2019, tendo obtido 4.887 votos (0,58% do total) e foi representado na Assembleia do Kosovo por Veton Berisha. Em 2021 não elegeu nenhuns deputados mas regressou ao parlamento em 2025.

## Resultados eleitorais

### Legislativas
| Data | Votos | %     | Eleitos |
| ---- | ----- | ----- | ------- |
| 2014 | 1.960 | 0,27% | 1 / 120 |
| 2017 | 2.415 | 0,33% | 1 / 120 |
| 2019 | 4.887 | 0,58% | 1 / 120 |
| 2021 | 2.430 | 0,28% | 0 / 120 |
| 2025 | 2.490 | 0,29% | 1 / 120 |

A Constituição do Kosovo reserva um lugar no parlamento para os egípcios, e mais um lugar para quem tenha tido mais votos no conjunto das comunidades egípcia, roma e ascáli.